# 第一滴血3
《第一滴血3》（英語：Rambo III）是1988年美国动作片，由彼得·麦克唐纳执导，席維斯·史特龍联合编剧，其中史特龍继续扮演越南战争老兵約翰·藍波的角色。
该片是第一滴血系列的第三部作品。同时该片是理查德·克里納在2003年去世前最后一次饰演霍夫曼上校一角。

## 劇情
上校請藍波協助到阿富汗，完成運送軍火任務，卻遭藍波以「我的戰爭已經結束」而拒絕。因此任務由上校執行，不料上校遭到俘虜。藍波獲悉，決定到阿富汗救援。
於阿富汗，藍波接觸了當地組織，遇上俄軍攻擊當地組織村落。隨後藍波帶著一名阿富汗少年，共同潛入俄軍基地，卻被阿富汗內奸告密，使救援行動失敗，藍波也遭木片刺入側腹，只能利用火藥燒灼傷口消毒。
至第二次前往救援，終於救出上校，但兩人無法抵抗大批俄軍。在緊要關頭，阿富汗組織前來救援，最後大戰開啟，藍波駕駛坦克與俄軍司令官駕駛的直升機互撞。
戰後，藍波將第二集越南女子的玉佩，贈送給阿富汗少年，與上校共同離去。